# 朝鮮民主主義人民共和国中央銀行
朝鮮民主主義人民共和国中央銀行（ちょうせんみんしゅしゅぎじんみんきょうわこくちゅうおうぎんこう、朝鮮語: 조선민주주의인민공화국중앙은행）は、朝鮮民主主義人民共和国（北朝鮮）の中央銀行であり、同時に市中銀行でもある。

## 概要
略称朝鮮中央銀行。1946年10月に設立された。設立当初の名称は北朝鮮中央銀行（きたちょうせんちゅうおうぎんこう）であったが、1958年の通貨改革の際に現在の名称に変更された。
この銀行は、北朝鮮の法定通貨である北朝鮮ウォンの発券銀行であり、通貨管理など中央銀行業務を行っているが、一般住民を対象とした貯金、機関・企業所に対する与信など、諸外国の市中銀行の業務をも同時に行っており、さらには保険業、機関・企業所が管轄する国家所有の固定資産を登録し、その価値を評価する固定資産管理業務等も担当している。そのため、世界の中央銀行では特異な性質を持っている。
また、中華人民共和国の中央銀行である中国人民銀行との合弁で華麗銀行を保有している。